# Lucien Daveluy
Lucien Daveluy (* 16. März 1892 in Daveluyville, Québec; † 29. März 1975 in Nicolet (Québec)) war ein kanadischer Organist und Komponist.

## Leben und Wirken
Daveluy lernt als Kind weitgehend autodidaktisch Akkordeon, Klavier und Violine zu spielen. 1916 wurde er Organist und Kapellmeister der Kirche Sainte-Victoire seines Heimatortes. Diese Stelle hatte er bis 1970 inne. Er gründete Fanfarengruppen in Victoriaville, Athabaska und Warwick und unterrichtete am Collège de Victoriaville. 1928 gründete er mit Freunden die Zeitschrift La Voix de Bois-France, die bis 1969 erschien. Im Jahr 1935 entstand seine Messe pastorale de Noel nach bekannten Weihnachtsliedern, die er im gleichen Jahr uraufführte. Nach dem Zweiten Weltkrieg gründete er L'Ensemble lyrique, einen großen gemischten Chor, mit dem er Konzerte gab, im Rundfunk und Fernsehen auftrat und Schallplatten aufnahm. Nach seinem Tod erhielt der Chor des Centre d'art von Victoriaville den Namen Choeur Lucien-Daveluy. Von Daveluys acht Kindern schlugen drei eine musikalische Laufbahn ein: Raymond als Organist und Komponist, Marie als Sängerin und Musikpädagogin und Aline als Organistin und Musikwissenschaftlerin.